# Shaheji Shuiku
Shaheji Shuiku är en reservoar i Kina. Den ligger i provinsen Anhui, i den östra delen av landet, omkring 100 kilometer nordost om provinshuvudstaden Hefei. Shaheji Shuiku ligger 36 meter över havet. Arean är 11,0 kvadratkilometer. Trakten runt Shaheji Shuiku består till största delen av jordbruksmark. Den sträcker sig 7,7 kilometer i nord-sydlig riktning, och 8,0 kilometer i öst-västlig riktning.
Genomsnittlig årsnederbörd är 1 283 millimeter. Den regnigaste månaden är juli, med i genomsnitt 307 mm nederbörd, och den torraste är december, med 29 mm nederbörd.